# Dog Days (2018)
Dog Days (bra: Nossa Vida com Cães; prt: Dog Days - Vidas de Cão) é um filme de comédia romântica americano, dirigido por Ken Marino, de um roteiro de Elissa Matsueda e Erica Oyama. É estrelado por Nina Dobrev, Vanessa Hudgens, Eva Longoria, Lauren Lapkus, Thomas Lennon, Adam Pally, Ryan Hansen, Tone Bell, Jon Bass e Finn Wolfhard.
O filme foi lançado nos Estados Unidos em 8 de agosto de 2018 pela LD Entertainment. 

## Elenco
- Nina Dobrev como Elizabeth
- Vanessa Hudgens como Tara
- Eva Longoria como Grace
- Lauren Lapkus como Daisy
- Thomas Lennon como Greg
- Adam Pally como Dax
- Ryan Hansen como Peter
- Tone Bell como Jimmy
- Jon Bass como Garrett
- Finn Wolfhard como Tyler
- Ron Cephas Jones como Walter
- Jasmine Cephas Jones como Lola
- Jessica Lowe como Amy
- Jessica St. Clair como Ruth
- Michael Cassidy como Dr. Mike
- David Wain como Wacky Wayn
- Rob Corddry como Kurt
- Tig Notaro como Danielle
- John Gemberling como Ernie
- Toks Olagundoye como Nina
- Tony Cavalero como Stanley

## Produção
Em agosto de 2017, foi anunciado que Ken Marino iria dirigir o filme, a partir de um roteiro de Elissa Matsueda e Erica Oyama, com Mickey Liddell, Jennifer Monroe e Pete Shilaimon produzindo sob a bandeira da LD Entertainment. Em setembro de 2017, Finn Wolfhard, Nina Dobrev, Vanessa Hudgens, Tone Bell, Adam Pally, Eva Longoria, e Jon Bass se juntaram ao elenco do filme. Em Outubro de 2017, Tig Notaro, Rob Corddry, Michael Cassidy, Jasmine Cephas Jones, Ron Cephas Jones, John Gemberling, Ryan Hansen, Thomas Lennon, Lauren Lapkus, Jessica Lowe, Toks Olagundoye, Jessica St. Clair e David Wain juntaram-se ao elenco do filme.

### Filmagens
As filmagens começaram em outubro de 2017, em Los Angeles, Califórnia.

## Lançamento
O filme foi lançado nos Estados Unidos em 8 de agosto de 2018 pela LD Entertainment.
O filme recebeu críticas positivas pelo Rotten Tomatoes “Consenso Crítico: Este é o Dia dos Cães. Quer ser engraçado, romântico e adorável de uma só vez, e às vezes é. Este filhote recebe um 12/10” tendo recebido notas com 60% de aprovacão.